# Stanislav Brebera
Stanislav Brebera (10. srpna 1925 Přelouč – 11. května 2012 Pardubice) byl český chemik.
V československém státním Výzkumném ústavu průmyslové chemie, při dnešní Explosii Pardubice vyvinul v roce 1966 ve spolupráci s Radimem Fukátkem plastickou trhavinu Semtex.
Brebera byl od roku 1945 členem KSČ a studoval chemii na pražské technice. Po absolvování v roce 1950 nastoupil na základní vojenskou službu. Jeho nadřízení si všimli jeho talentu a poslali jej do vojenského technického institutu. Poté pracoval pro chemičku Synthesia, pozdější národní podnik VCHZ Synthesia.